# Maximiliano Lugo
Maximiliano Francisco Lugo (Lanús, 4 dicembre 1989) è un ex calciatore argentino, di ruolo difensore.

## Carriera
Cresciuto nelle giovanili del Lanús, ha esordito il 1º marzo 2009 in occasione del match vinto 2-0 contro il Gimnasia (LP) e è riuscito a giocare 27 partite, di cui 21 come titolare.
A metà del 2011 è stato prestato all'Atlanta, una squadra appena promossa in Primera B Nacional, dove ha la sfortuna di subire la rottura dei legamenti del ginocchio sinistro. Ha ripreso a giocare nelle ultime giornate del campionato, ma non è riuscito a impedire che la sua squadra retrocedesse in Primera B Metropolitana.
A metà del 2012, Lanús decide cederlo di nuovo, questa volta all'Unión de Santa Fe, dove ebbe una pessima prestazione. Dopo la sua esperienza a Santa Fe, scese fino al Torneo Argentino A e si unì all'Unión de Mar del Plata.
Nel 2015 avevo tutto pronto per giocare al Talleres di Córdoba, ma il trasferimento è sfumato e sono rimasto al Rubio Ñu del Paraguay.
Nel luglio 2017 ha firmato con il Temperley della Prima Divisione.
Nel 2018 ha firmato con Belgrano di Cordoba, con il quale ha subito la retrocessione in Primera B Nacional nel 2019.

## Statistiche

### Presenze e reti nei club
Statistiche aggiornate al 17 marzo 2018.
| Stagione               | Squadra                | Campionato             | Campionato | Campionato | Coppe nazionali | Coppe nazionali | Coppe nazionali | Coppe continentali | Coppe continentali | Coppe continentali | Altre coppe | Altre coppe | Altre coppe | Totale | Totale | Totale |
| Stagione               | Squadra                | Comp                   | Pres       | Reti       | Comp            | Pres            | Reti            | Comp               | Pres               | Reti               | Comp        | Pres        | Reti        | Pres   | Reti   |        |
| ---------------------- | ---------------------- | ---------------------- | ---------- | ---------- | --------------- | --------------- | --------------- | ------------------ | ------------------ | ------------------ | ----------- | ----------- | ----------- | ------ | ------ | ------ |
| 2008-2009              | Lanús                  | PD                     | 4          | 0          | CA              | 0               | 0               | CS                 | 1                  | 0                  |             | -           | -           | 5      | 0      |        |
| 2009-2010              | Lanús                  | PD                     | 6          | 0          | CA              | 0               | 0               | CL                 | 0                  | 0                  |             | -           | -           | 6      | 0      |        |
| 2010-2011              | Lanús                  | PD                     | 17         | 0          | CA              | 0               | 0               |                    | -                  | -                  |             | -           | -           | 17     | 0      |        |
| Totale Lanús           | Totale Lanús           | Totale Lanús           | 27         | 0          |                 | 0               | 0               |                    | 1                  | 0                  |             | -           | -           | 28     | 0      |        |
| 2011-2012              | Atlanta                | BN                     | 10         | 0          | CA              | 0               | 0               |                    | -                  | -                  |             | -           | -           | 10     | 0      |        |
| 2012-2013              | Unión (SF)             | PD                     | 6          | 0          | CA              | 0               | 0               |                    | -                  | -                  |             | -           | -           | 6      | 0      |        |
| 2012-2013              | Unión Mar del Plata    | TA                     | 6          | 0          | CA              | 0               | 0               |                    | -                  | -                  |             | -           | -           | 6      | 0      |        |
| 2013                   | Rubio Ñu               | PD                     | 14         | 3          |                 | -               | -               |                    | -                  | -                  |             | -           | -           | 14     | 3      |        |
| 2014                   | Rubio Ñu               | PD                     | 34         | 4          |                 | -               | -               |                    | -                  | -                  |             | -           | -           | 34     | 4      |        |
| 2015                   | Rubio Ñu               | PD                     | 28         | 7          |                 | -               | -               |                    | -                  | -                  |             | -           | -           | 28     | 7      |        |
| Totale Rubio Ñú        | Totale Rubio Ñú        | Totale Rubio Ñú        | 76         | 14         |                 | 0               | 0               |                    | -                  | -                  |             | -           | -           | 76     | 14     |        |
| 2016                   | San Martín (SJ)        | PD                     | 10         | 0          | CA              | 0               | 0               |                    | -                  | -                  |             | -           | -           | 10     | 0      |        |
| 2016-2017              | San Martín (SJ)        | PD                     | 23         | 0          | CA              | 0               | 0               |                    | -                  | -                  |             | -           | -           | 23     | 0      |        |
| Totale San Martín (SJ) | Totale San Martín (SJ) | Totale San Martín (SJ) | 33         | 0          |                 | 0               | 0               |                    | -                  | -                  |             | -           | -           | 33     | 0      |        |
| 2017-2018              | Temperley              | PD                     | 6          | 0          | CA              | 0               | 0               |                    | -                  | -                  |             | -           | -           | 6      | 0      |        |
| 2017-2018              | Belgrano               | PD                     | 5          | 0          | CA              | 0               | 0               |                    | -                  | -                  |             | -           | -           | 5      | 0      |        |
| Totale carriera        | Totale carriera        | Totale carriera        | 169        | 14         |                 | 0               | 0               |                    | 1                  | 0                  |             | -           | -           | 170    | 14     |        |